# Наранхо, Клаудио
Клаудио Наранхо (исп. Claudio Naranjo; 24 ноября 1932, Вальпараисо, Чили — 12 июля 2019, Беркли, штат Калифорния, США) — чилийский психиатр, доктор медицины, гештальт-терапевт, был одним из первых, кто интегрировал на научной основе духовные учения в психотерапевтическую практику. Дал развитие учению Гурджиева об эннеаграммах, включил его в свою практику и в методику курса по внутренней работе SAT (Seekers after Truth). Основатель Фонда Клаудио Наранхо.

## Биография
Клаудио Наранхо родился в Вальпараисо, Чили, где окончил школу. В первые годы жизни получил разностороннее музыкальное образование, которое в дальнейшем нашло своё применение в его терапевтических семинарах. Затем перебрался в столицу, Сантьяго, где получил степень доктора медицины в 1959 году. После получения диплома он работает в Чилийском университете в новаторском центре по изучению медицинской антропологии, основанным чилийским врачом Францем Хоффманом, проходит практику в психиатрической клинике этого университета и изучает психоанализ в Чилийском институте психоанализа.
В эти годы происходят важные для дальнейшего формирования взглядов Наранхо встречи: с чилийским поэтом, мыслителем и скульптором Тотилой Альбертом и университетским профессором, преподавателем истории культуры Богумилом Ясиновским. Идеи Тотилы Альберта о гармонизации, основанной на триединстве — любви к Отцу, с его устремленности к идеалам, к сострадательной и принимающей Матери и Ребёнку с его любовью к жизни и удовольствиям — были развиты Клаудио Наранхо в его работах и легли в основу практических методов внутренней работы. От Богумила Ясиновского Клаудио Наранхо почерпнул идею о том, что «наряду с интеллектуальной сферой важное значение приобретает метасинтез, затрагивающий аналитическую деятельность разума и синтезирующую деятельность интуиции».
Чилийский исследователь был отправлен своим университетом в США для изучения психологии восприятия. В этой поездке он познакомился с работами Сэмуэля Реншоу и Хойта Шермана, посвященными восприятию целостных объектов. Далее последовал целый ряд стажировок и работ в американских центрах. Вот что пишет Клаудио Наранхо в своей автобиографии:

«Позже я работал в Гарварде, как приглашенный исследователь по стипендии Фулбрайта, занимался исследованием ценностей, и там я одновременно работал в Центре по изучению личности (IPAR) (чьи сотрудники были в основном последователями Генри Мюррея<…>) и в Эммерсон Холле, на отделении Социальных отношений, будучи участником Семинара по социальной психологии Гордона Олпорта и учеником Тиллиха. Окончив академический год, я общался с Раймондом Кеттеллом в Университете Иллинойса, а позже стал его партнером в частной компании, Институте личности и тестированию способностей (IPAT). Вскоре так сложилось, что мы стали близкими друзьями с Карлосом Кастанедой, позже я стал учеником Фрица Перлза и вошел в сообщество Эсалена. Я участвовал в мастерской Шарлотты Селвер по развитию чувственной осознанности и стал ходить на революционные для того времени занятия Лео Зеффа по психоделической терапии <…>».— http://www.claudionaranjo.net/
В 1969 году он был приглашен консультантом в Центр исследований образовательной политики при Стэнфорде. Его доклад о том, как духовные и психологические практики могут быть применимы в образовании, лег в основу его первой книги «The One Quest» («Единый поиск»). Равенна Хельсон приглашает его исследовать качественные различия текстов патриархальной и матриархальной направленности, и результаты этого исследования привели к написанию книги «Божественное дитя и Герой» (The Divine Child and the Hero).
В 1970 году трагическая смерть единственного сына и глубокий личностный кризис стали поворотным пунктом в жизни Клаудио Наранхо: он прошел шестимесячное обучение в группе Оскара Ичазо, включавшее в себя ретрит в пустыне недалеко от Арики, Чили. Клаудио Наранхо считает, что этот период ознаменовался для него началом духовного опыта, созерцательной жизни и открытием внутреннего наставника.
После Арики, Клаудио Наранхо собирает группу, в которую вошли его мать, друзья и гештальт-терапевты, чтобы воплотить полученный опыт и знания в интегральном курсе, получившим название «Искатели истины» (Seekers after Truth, SAT). В первые годы работы SAT на семинары приглашались выдающиеся учителя, такие как Залман Шахтер, Дхиравамса, Чу Фанг Чу и Боб Хоффман. Наранхо путешествует в Европу, где в Испании создается Институт SAT в 1987 году. К этому моменту сформировался метод работы групп, включивший в себя, помимо эннеаграмм, гештальт-терапию, интерперсональную медитацию, музыку как терапевтический и медитативный ресурс, коммуникативные практики и самопознание. С того времени программа SAT стала проходить в Италии, Бразилии, Мексике, Аргентине, Франции и Германии.
С конца 1980-х годов Клаудио Наранхо совмещает писательский труд у себя дома в Беркли с поездками и проведением SAT в мире. Он издал три книги по эннеаграммам личности, «Агонию Патриархата», в которой он дает свою интерпретацию причины социальных проблем как потерю способности любить и предлагает развитие «триединого мозга» как выход из этой ситуации. Он также издал книги по медитации, свои толкования восточных притч и вариации на тему мифа о герое. Клаудио Наранхо автор более двадцати книг.

## Образование и методы Наранхо
В 1990-х годах Клаудио Наранхо участвовал во множестве конференций по образованию, проповедуя идею изменения образования как основы изменения общества.
В 2004 году на испанском языке выходит его книга «Изменим образование, чтобы изменить мир». Изначально она предназначалась тем учителям, что прошли SAT, в качестве руководства к созданию внеклассных программ призванных помочь решать конфликтные ситуации, обрести осознанность и приобщиться к духовной культуре.
В 2006 году образуется Фонд Клаудио Наранхо, основная цель которого — создание таких систем образования, в которых человеческая составляющая будет развиваться наравне с другими, интеллектуальными и пр. направлениями. От создания такой системы зависит то, куда пойдет социальная эволюция, считает Наранхо.
В 2002 году Министерство образования Чили провело эксперимент: попросило Клаудио Наранхо и его коллег организовать семинары SAT для педагогов — преподавателей ВУЗов и учителей школ. В программе были такие элементы SAT, как погружение в психологию эннеатипов, лаборатория психотерапии, терапевтический театр, телесно-ориентированные и созерцательные практики. В распоряжении участников были гештальт-терапевты, готовые в любой момент довести до конца процессы, начавшиеся во время курса.
Президент Уругвая Хосе Мухика и министр культуры этой страны встретились в 2011 году с Клаудио Наранхо для обсуждения кризиса образовательной системы и путей его реформирования.

## Научные открытия
Клаудио Наранхо принадлежит открытие «алгоритма Наранхо», метода в фармакологии, позволяющего определить вероятность действия побочных реакций лекарственного препарата.

## Клаудио Наранхо в России
В 2013 году Клаудио Наранхо посетил Россию с лекциями, прочитанными в Санкт-Петербурге и Москве.